# Audiomachine
Audiomachine is een Amerikaans productiehuis van muziek dat opgericht werd in 2005. De groep produceert muziek voor filmtrailers.
De muziek van Audiomachine werd onder andere gebruikt voor films als Avatar, Harry Potter en de Relieken van de Dood deel 1, Harry Potter en de Relieken van de Dood deel 2, Prince of Persia: The Sands of Time, District 9, Robin Hood, Sherlock Holmes, The Hobbit: The Desolation of Smaug, Life of Pi en vele andere.